# Gregório Petrenko
Gregório (em russo:  Григорий; nascido: Georgi Avksentieviche Petrenko; em russo:  Гео́ргий Авксе́нтьевич Петре́нко; em Hamburgo, Alemanha Ocidental. 5 de maio de 1946) é um hierarca não canônico da Igreja Ortodoxa Russa no Exílio, sob o omofório do metropolita Agafângelo, bispo de São Paulo e América do Sul, de 2009 e desde 2023, arcebispo.

## Biografia
O pai é de Tiraspol, a mãe de Carcóvia. Seus pais se conheceram na Alemanha em um campo de refugiados, onde ele nasceu em 1946. Em 1949 a família imigrou para o Brasil.
Em 1971 graduou-se no Seminário Teológico da Santíssima Trindade em Jordanville, Nova Iorque.
Em 19 de setembro de 1971, no Mosteiro da Santíssima Trindade em Jordanville, casou-se com Valentina Ivanovna Konstantinova.
Em fevereiro de 1972, foi ordenado sacerdote, por muitos anos foi reitor da Igreja da Santíssima Trindade na área de Vila Alpina da cidade de São Paulo. Morou na mesma área. Realizou trabalho pastoral entre os jovens.
Em setembro de 1974, participou do III Concílio de Toda a Diáspora da Igreja Ortodoxa Russa no Exterior (ROCOR), como membro da Comissão sobre a situação interna das paróquias e dioceses e sobre a reposição do clero e da Comissão Escolar.
Devido à ausência de um sacerdote, também ministrou na Igreja da Intercessão, na cidade de Goiânia, na Igreja da Intercessão de Villa Zelina, na Cidade São Paulo, e na Igreja de São Serafim de Sarov na cidade de Carapicuíba. Ele foi promovido a arcipreste.
Após a morte do bispo Nicandro (Paderin) em 1987, atuou como administrador e secretário do Conselho Diocesano da Diocese de São Paulo e Brasil. Em maio de 2006, foi delegado ao IV Concílio de Toda a Diáspora da ROCOR, como membro do III Concílio de Toda a Diáspora e como administrador da diocese brasileira.
Sendo um implacável adversário do Patriarcado de Moscou e do Ato da Comunhão Canônica, que ele percebeu como "a mais vergonhosa traição da Igreja no Exterior", se transferiu para a jurisdição da não-canônica Administração Suprema Provisória da Igreja da Rússia (ROCOR(A) ou ROCOR(Ag)), sob a presidência do bispo Agafângelo (Pashkovski) de Táurida e Odessa. Foi seguido por todas as paróquias da ROCOR no Brasil.
Em 28 de junho/11 de julho de 2007, por decisão da Assembleia de Representantes das Paróquias da ROCOR(A), na Igreja da Santíssima Trindade em Astoria, Nova Iorque, foi nomeado administrador da diocese sul-americana (Decreto n.º 001). No mesmo dia foi incluído na Administração Suprema Provisória da Igreja da Rússia (Decreto n.º 007).
Na época, foi reitor da Igreja da Santíssima Trindade em Villa Alpina, da Igreja da Intercessão na Vila Zelina, da Igreja de São Serafim de Sarov em Carapicuíba e da Igreja da Intercessão na cidade de Pedreira no interior de São Paulo.
Por decisão da Administração Suprema Provisória da Igreja da Rússia, em reunião realizada de 6 a 7 de dezembro de 2007, ele recebeu o direito de usar uma mitra.
Em 10 de fevereiro de 2008, ele se encontrou com o metropolita Hilarião (Kapral), que havia chegado à América do Sul, que não conseguiu convencê-lo a deixar o cisma.
De 18 a 20 de novembro de 2008, como delegado da diocese sul-americana, participou do Concílio no território da Fazenda Tolstoy Foundation, no Estado de Nova Iorque (EUA), que seus participantes chamaram de "V Concílio de Toda a Diáspora da ROCOR". Em 19 de novembro, este concílio o incluiu na composição do recém-criado Conselho Supremo da Igreja sob o Sínodo dos Bispos da ROCOR (A), como membro da dissolvida Administração Suprema Provisória da Igreja da Rússia, na dignidade de presbítero.
Em 14 de março de 2009 ficou viúvo.
Em 20 de maio de 2009, em Voronezh, em uma reunião conjunta de bispos russos, membros do Conselho Supremo da Igreja e clérigos do Distrito Administrativo da Rússia Central da ROCOR (Ag), Agafângelo Pashkovski propôs que o arcipreste George Petrenko fosse consagrado como bispo para a sé brasileira. No entanto, o próprio arcipreste George Petrenko pediu para adiar a decisão desta questão, no entanto, foi eleito bispo.
Em 3 de agosto de 2009, na Catedral de São Nicolau em São Paulo foi tonsurado monge com o nome de "Gregório" em homenagem a São Gregório Palamas.
Na noite de 7 de agosto, na Igreja da Santíssima Trindade, em Vila Alpina, ao final da Vigília Noturna, hieromonge Gregório foi nomeado bispo de São Paulo e América do Sul.
Em 8 de agosto, no mesmo local, foi consagrado bispo de São Paulo e América do Sul. A consagração foi realizada pelo metropolita Agafângelo (Pashkovski), arcebispo Sofrônio (Musienko) e bispo Ambrósio (Bayrd) de Methon.
Em 28 de outubro de 2009, por decisão do Sínodo dos Bispos da ROCOR(Ag), foi nomeado bispo governante em toda a América do Sul com o título "de São Paulo e Brasil".
Em 14 de junho de 2010, por decreto do administrador da Diocese Sul-Americana da Igreja Ortodoxa Russa Fora da Rússia, bispo João Berzin de Caracas e América do Sul, ele foi proibido de servir como um dos 10 clérigos que entraram no cisma de Agafângelo. Em resposta a essas proibições, ele redigiu um decreto no qual escreveu: “Aos nossos paroquianos e filhos da ROCOR que se envergonham dessas declarações astutas, queremos lembrá-los que, após ingressar no Patriarcado de Moscou, os bispos que fazem o novo Sínodo perderam o direito, por sua própria escolha, de se dirigirem a nós com decretos e, portanto, eles não são mais válidos para nós. Desde 1927, a Igreja no Exterior nunca considerou nenhuma proibição do Patriarcado de Moscou válida para si mesma, pois não reconhecia o Patriarcado de Moscou ou sua hierarquia. Além disso, agora essas proibições são impostas por aqueles que deliberadamente pisotearam a conciliaridade na Igreja e se afastaram de todos os decretos e regulamentos conciliares anteriores da Igreja Ortodoxa Russa sobre a ROCOR, e de fato fazem parte dela”.
Em 12 de fevereiro de 2012, nas paróquias a ele subordinadas em São Paulo, foram celebradas as comemorações do quadragésimo aniversário de sua consagração sacerdotal.
Em 18 de outubro de 2023, por resolução do Conselho Episcopal da ROCOR (A), realizado em Belgrado, foi elevado à categoria de arcebispo.